# (5507) Niijima
(5507) Niijima es un asteroide perteneciente al cinturón de asteroides descubierto el 21 de octubre de 1987 por Kenzo Suzuki y el también astrónomo Takeshi Urata desde el Toyota Observatory, Japón.

## Designación y nombre
Designado provisionalmente como 1987 UJ. Fue nombrado Niijima en honor de Tsuneo Niijima, codescubridor del cometa periódico 112P/Urata-Niijima y descubridor de varios planetas menores.

## Características orbitales
Niijima está situado a una distancia media del Sol de 2,580 ua, pudiendo alejarse hasta 2,930 ua y acercarse hasta 2,230 ua. Su excentricidad es 0,135 y la inclinación orbital 2,642 grados. Emplea 1513,87 días en completar una órbita alrededor del Sol.

## Características físicas
La magnitud absoluta de Niijima es 13,6. Tiene 5,522 km de diámetro y su albedo se estima en 0,231. 